# 蒂斯內斯島

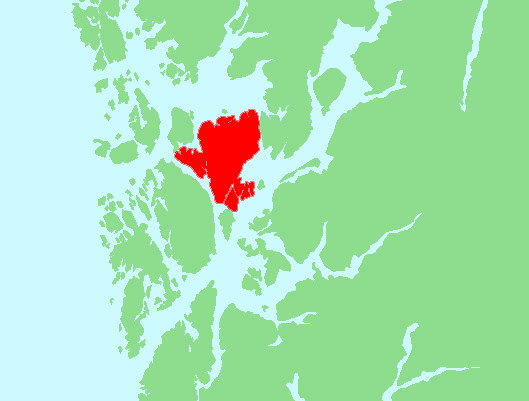

蒂斯內斯島是挪威的島嶼，位於該國西南部，由霍達蘭郡負責管轄，面積198平方公里，最高點海拔高度753米，主要經濟活動是漁業和農業。
60°00′N 5°35′E / 60.000°N 5.583°E